# Льежские вафли
Льежские вафли (нидерл. Luikse wafel, suikerwafel; фр. Gaufre de Liège; валлон. Wåfes di Lidje) — разновидность вафель, кулинарная достопримечательность бельгийского города Льеж.

## Описание
В отличие от брюссельских вафель, часто именуемых просто бельгийскими, льежские вафли более сухие (хотя всё равно пышнее голландских вафель), имеют овальную, а не квадратную форму. Внутри льежских вафель встречаются кусочки застывшего карамелизированного сахара, которые, как считается, усиливают их вкус. 
Традиция изготовления вафель существовала в Бельгии уже в Средневековье. Их выпекали в металлических вафельницах, по разным данным, над огнём очага или в золе очага. Этот сюжет, традиционный для региона, попал на полотна художников: Босха и Брейгеля. 
Сегодня льежские вафли являются одним из самых распространённых блюд и своего рода визитной карточкой Льежа. Готовят их чаще всего в электрических вафельницах. Едят как тёплыми, так и холодными. 
Производство вафель, подобных льежским, налажено и в ряде других стран.